# Wrota wsporne
Wrota wsporne – rodzaj zamknięć stosowanych między innymi w hydrotechnice. Zamknięcia tego rodzaju składają się z pojedynczego skrzydła (np. Brama Przeciwpowodziowa) lub dwóch skrzydeł (śluzy komorowe, np. Śluza Mieszczańska, Śluza Piaskowa, Śluza Opatowice i inne), zamykanych w ten sposób, że ciśnienie wywierane przez ośrodek (np. parcie wody) oddziałujące na skrzydło (lub skrzydła) dociska zamknięcie. Wrota wsporne stosowane są szeroko jako zamknięcia budowli hydrotechnicznych, w tym w śluzach wodnych, jako zamknięcia główne oraz jako bramy powodziowe na rzekach skanalizowanych zabezpieczających dany odcinek śródlądowej drogi wodnej przed wodami wezbraniowymi (np. na Odrze zabezpieczenie Kanału Miejskiego we Wrocławiu przez Bramę Przeciwpowodziową i wrota przy Śluzie Miejskiej, zabezpieczenie Kanału Żeglugowego we Wrocławiu dodatkowymi wrotami przy głowie górnej Śluzy Bartoszowice i przy głowie dolnej Śluzy Zacisze).
Jak podaje Jan Winter i Jan Kulczyk w pracy  Śródlądowy transport wodny (zobacz bibliografia):

Wrota wsporne – najczęściej stosowane są dwuskrzydłowe o pionowych osiach obrotu; spotyka się na śluzach o spadach do 30 m: szerokości w głowie do 25 m. Zalecane są również jako zamknięcia głów pośrednich. Na powszechność ich stosowania wpływa prostota konstrukcji oraz fakt, że przy niewielkich spadach (maks. do 10 m) można komorę napełniać bezpośrednio otworami we wrotach.

oraz że

Przyjmuje się, że optymalnym rozwiązaniem zamknięć głów górnych są wrota wsporne, klapy i segmenty. Dolnych i pośrednich natomiast – wrota wsporne.

Wrota tak skonstruowane są najstarszym, szeroko stosowanym do dziś typem zamknięć dla śluz na drogach wodnych. Schemat statyczny takiego układu odpowiada schematowi łuku trójprzegubowemu. Otwarte wrota chowane są we wnęki odpowiedniej długości, tak aby wrota nie zmniejszały szerokości dostępnej dla jednostek pływających. Sposób skonstruowania rusztu wrót (konstrukcji przenoszącej obciążenia, głównie od parcia wody), decyduje o zaliczeniu wrót do odpowiedniego rodzaju: ryglowe, słupowe, ryglowo-słupowe lub krzyżowe.